# تسوباکیکان-زاکورا
تسوباکیکان-زاکورا (به ژاپنی: 椿寒桜 ツバキカンザクラ Tsubakikan-zakura) نام علمی بر اساس کتاب ساکورای ژاپن(Cerasus 'Introrsa' Ohwi) نام یک نوع درخت ساکورای باغی است. از ترکیب کانهی-زاکورا و آلبالوی چینی به وجود آمده‌است. پرچم‌های بسیار بلندی دارد. کاسبرگ آن کوچک و پر کرک است و به آلبالوی چینی شباهت دارد
- تعداد گلبرگ: ۵ عدد
- رنگ:صورتی مایل به قرمز تا قرمز
- قطر گل: ۲٫۴ تا ۳ سانتیمتر
- زمان گل دهی:اواسط ماه مارس
- محل نمونه:باغ گیاه‌شناسی جنگل تاما در توکیو